# Yronde-et-Buron
Yronde-et-Buron ist eine französische Gemeinde mit 643 Einwohnern (Stand: 1. Januar 2022) im Département Puy-de-Dôme in der Region Auvergne-Rhône-Alpes. Sie gehört zum Arrondissement Clermont-Ferrand und zum Gemeindeverband Mond’Arverne Communauté. Die Bewohner werden Yrondois genannt.

## Geografie
Die Gemeinde Yronde-et-Buron liegt am Oberlauf des Allier im Zentralmassiv, etwa 20 Kilometer südsüdöstlich von Clermont-Ferrand. Nach Osten hin steigt das Gelände in der Limagne allmählich auf über 800 Meter über dem Meer an. Zur Gemeinde gehören neben den namensgebenden Dörfern Buron und Yronde die Ortsteile La Molière und Fontcrépon sowie weitere kleine Weiler und Einzelhöfe. Umgeben wird Yronde-et-Buron von den Nachbargemeinden Vic-le-Comte im Norden, Saint-Babel im Osten, Orbeil im Süden, Saint-Yvoine und Sauvagnat-Sainte-Marthe im Südwesten, Coudes im Westen sowie Parent im Nordwesten. Südwestlich der Gemeinde, am gegenüberliegenden Ufer des Allier, verläuft die Autoroute A75.

## Bevölkerungsentwicklung
| Jahr      | 1962 | 1968 | 1975 | 1982 | 1990 | 1999 | 2006 | 2016 | 2022 |
| Einwohner | 413  | 402  | 437  | 487  | 543  | 586  | 589  | 653  | 643  |

Im Gründungsjahr 1793 wurde mit 1325 Bewohnern die bisher höchste Einwohnerzahl ermittelt. Die Zahlen basieren auf den Daten von cassini.ehess und INSEE.

## Sehenswürdigkeiten
- Kirche Saint-Martin in Yronde
- Kapelle Notre-Dame in Buron
- Burg Buron aus dem 13. Jahrhundert
- Kloster Le Bouschet-Vauluisant
- Aussichtspunkte, auf denen man den ca. 40 Kilometer entfernten Puy de Sancy sehen kann

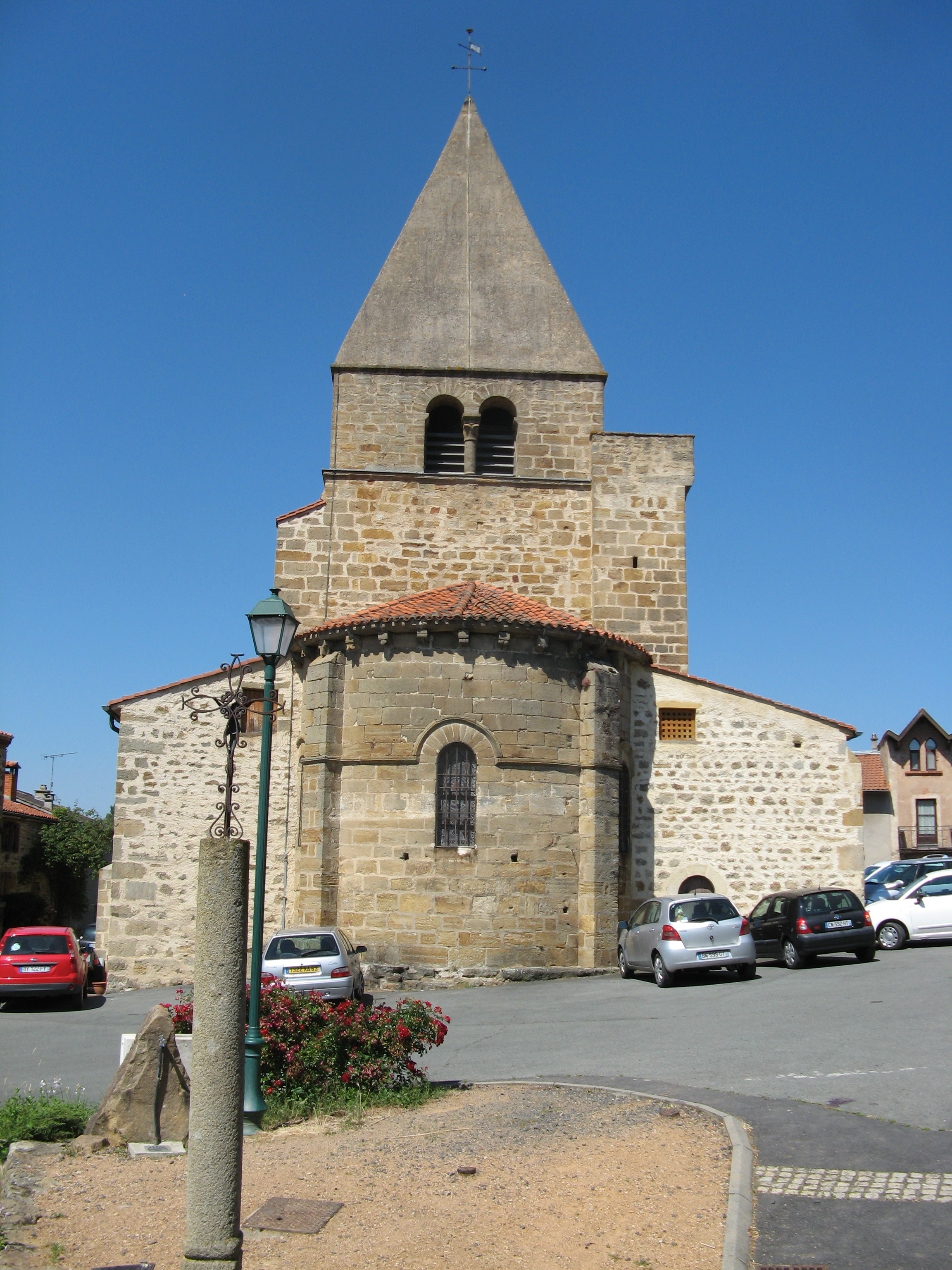
Kirche Saint-Martin
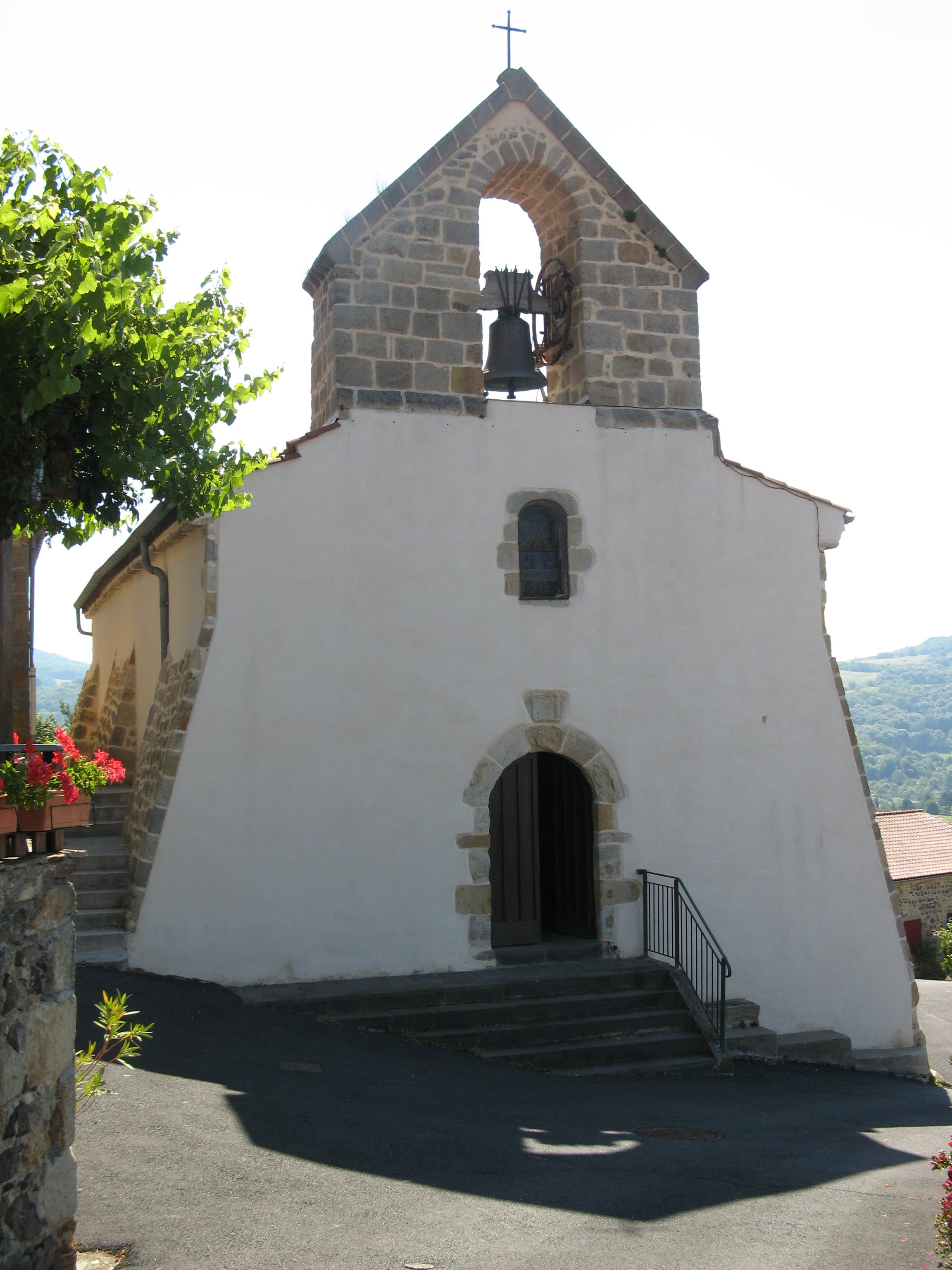
Kapelle Notre-Dame
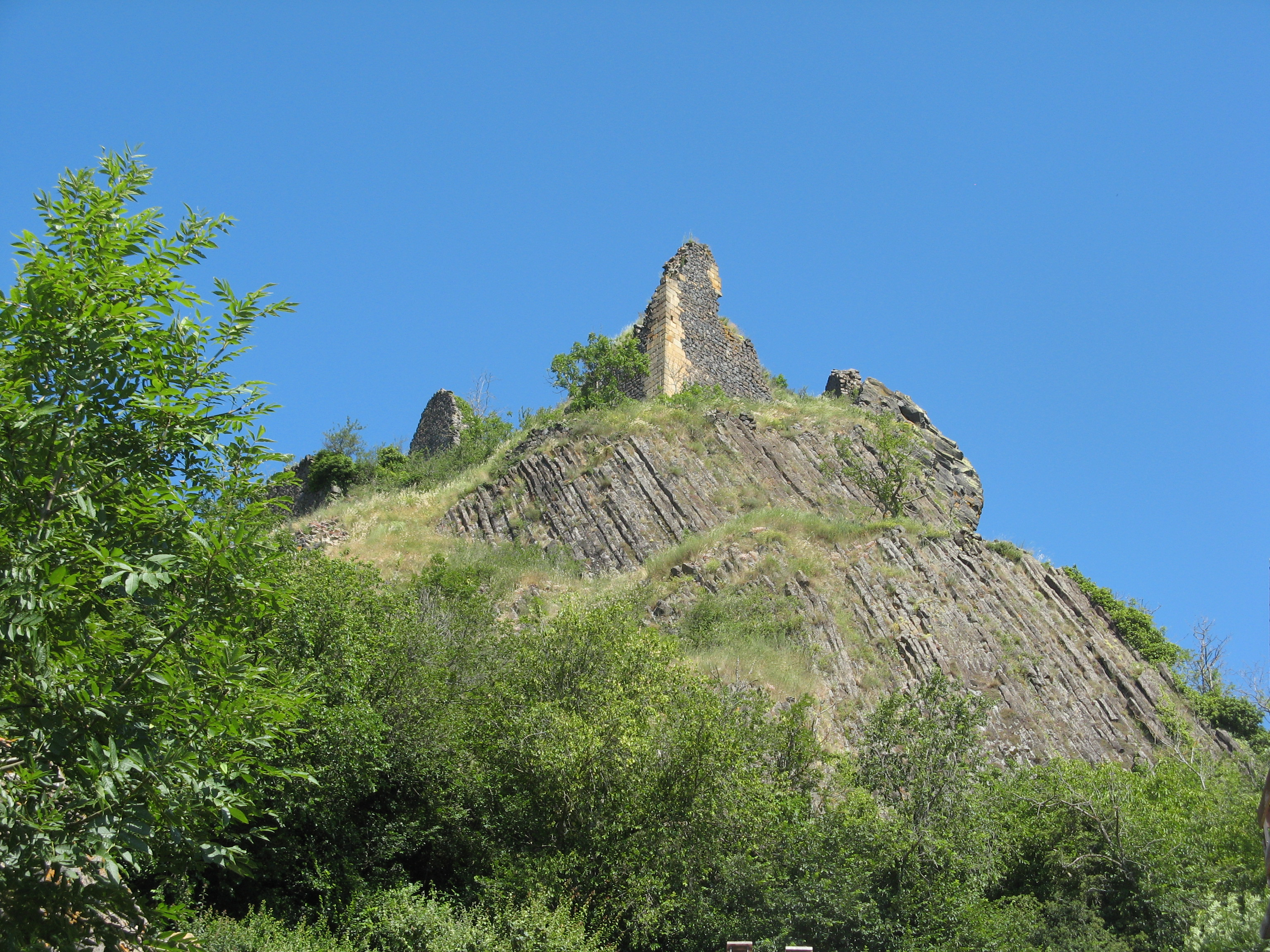
Burg Buron
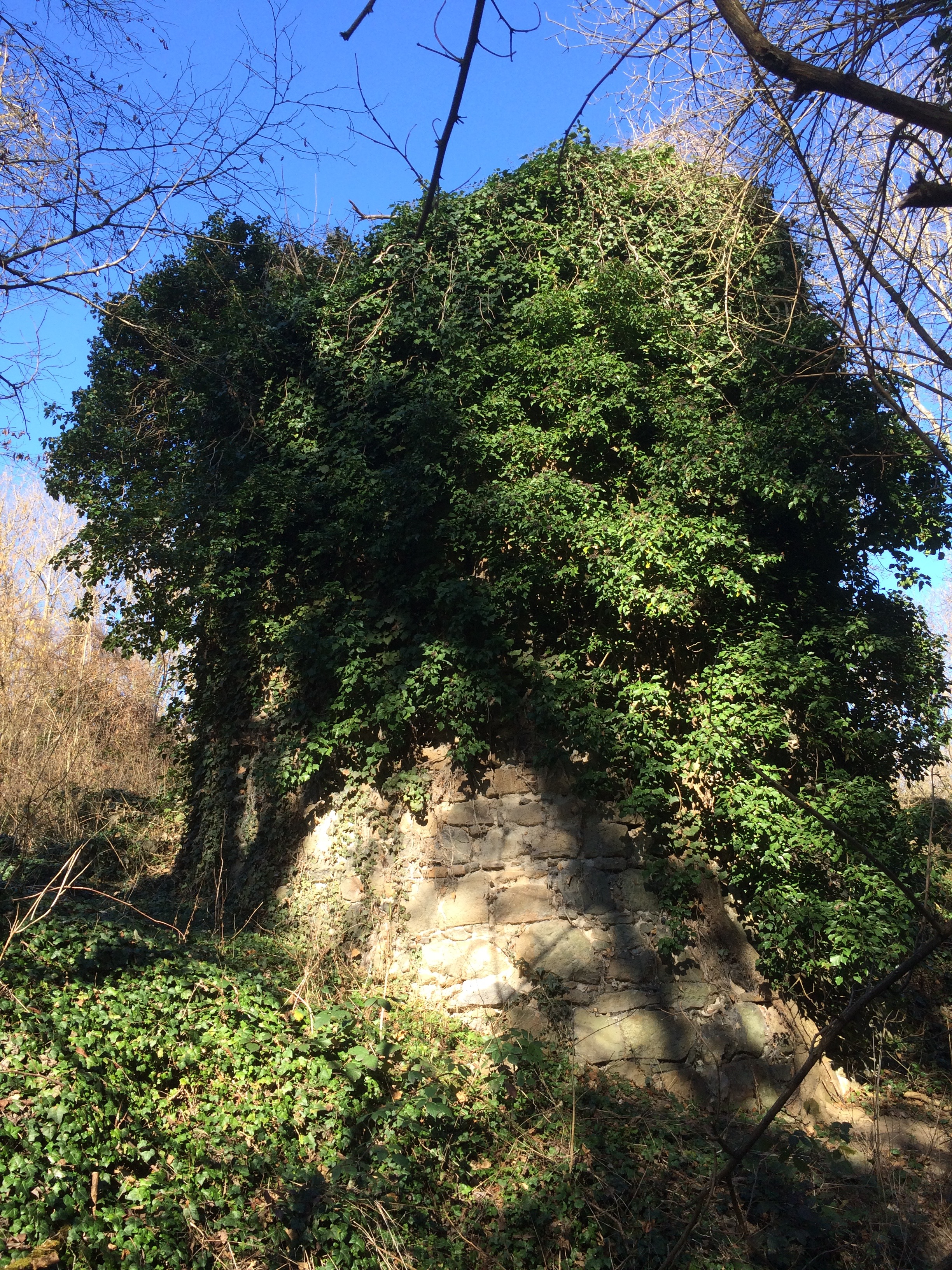
Turmruine des ehemaligen Klosters Boucheix

## Belege
1. ↑  Yronde-et-Buron auf cassini.ehess
2. ↑  Yronde-et-Buron auf INSEE